# Franz Kälin
Franz Kälin (* 24. Februar 1939 in Einsiedeln) ist ein ehemaliger Schweizer Skilangläufer. Er startete zu seiner aktiven Zeit für den SC Einsiedeln und nahm 1964 und 1968 für die Schweiz an den Olympischen Winterspielen teil.

## Karriere
Kälin qualifizierte sich für die Olympischen Winterspiele 1964 in Innsbruck und wurde vom Schweizerischen Olympischen Comité für die Winterspiele nominiert. Er durfte in den Einzelrennen über 15 und 50 Kilometer an den Start gehen sowie in der Staffel. Nachdem er im 15-Kilometer-Rennen den 32. Platz belegt hatte, beendete er das Rennen über 50 Kilometer auf dem 29. Platz, was sein bestes Olympia-Ergebnis in einem Einzelrennen bleiben sollte. Gemeinsam mit Konrad Hischier, Alois Kälin und Hans-Sigfrid Oberer bildete er die Staffel. Das Quartett beendete das Rennen auf dem neunten Platz.
Er nahm an den Nordischen Skiweltmeisterschaften 1966 am Holmenkollen in Oslo teil und startete in allen drei Einzelwettbewerben. Während er den Wettbewerb über 50 Kilometer nicht beendete, belegte er über 15 Kilometer den 41. und über 30 Kilometer den 43. Platz. Bei den Olympischen Winterspielen 1968 in Grenoble startete er nur über 50 Kilometer und belegte den 37. Platz.